# Resolución 306 del Consejo de Seguridad de las Naciones Unidas
La resolución 306 del Consejo de Seguridad de las Naciones Unidas, adoptada por unanimidad el 21 de diciembre de 1971 en una sesión privada, después de considerar la cuestión sobre la  recomendación relativa al nombramiento del Secretario General, el Consejo recomendó a la Asamblea General que el Sr. Kurt Waldheim fuese nombrado como Secretario General.
La resolución fue aprobada unánimemente en una sesión privada.